# Pimchanok Luevisadpaibul
Pimchanok Luevisadpaibul (en tailandés: พิมพ์ชนก ลือวิเศษไพบูลย์; Bangkok; 30 de septiembre de 1992), también conocida como Baifern (ใบเฟิร์น), es una actriz y modelo tailandesa. Su papel más destacado ha sido como Nam en la película de 2010, Crazy Little Thing Called Love con su coprotagonista Mario Maurer. 
Se graduó con una licenciatura en artes de la Universidad Srinakharinwirot en 2015. Ha sido actriz independiente desde 2016.

## Filmografía

### Películas
| Año  | Título                         | Personaje                      |
| ---- | ------------------------------ | ------------------------------ |
| 2009 | Power Kids                     | Tee Lor Girl Buru              |
| 2009 | Miss You Again                 | Noon                           |
| 2009 | The Meat Grinder               | Nida                           |
| 2010 | Crazy Little Thing Called Love | Nam                            |
| 2010 | BKO: Bangkok Knockout          | Bai-Fern                       |
| 2011 | Love Summer                    | Kaimook                        |
| 2012 | Suddenly It's Magic            | Sririta Taylor                 |
| 2014 | Die A Violent Death 2          | Ant                            |
| 2015 | Cat A Wabb                     | Issarawalee Yawapongkul / Meyo |
| 2015 | Back to the 90s                | Som                            |
| 2017 | The Guys                       | Sukun's sister                 |
| 2019 | Friend Zone                    | Gink                           |
| 2020 | Laser Candy                    |                                |

### Series de televisión
| Año       | Título                      | Personaje           | Cadena       |
| --------- | --------------------------- | ------------------- | ------------ |
| 2010      | Wai Puan Guan Lah Fun       | Noina               | Channel 7    |
| 2010      | Nak Su Phan Kao Niaw        | Mali                | Channel 7    |
| 2010      | Look Khon                   | Rumthai             | Channel 7    |
| 2011      | Mon Ruk Mae Nam Moon        | Kumlah              | Channel 7    |
| 2011      | Pandin Mahatsajun           | Whan                | Channel 7    |
| 2012      | Arsoon Noy Nai Takieng Kaew | Nannie              | Channel 7    |
| 2013      | Look Mai Lark See           | Sutapan             | Channel 7    |
| 2014      | Khun Pee Tee Ruk            | Nammon              | Channel 7    |
| 2016      | Banlang Hong                | Miss Zhou / Jomkwan | Channel 7    |
| 2016–2017 | Club Friday The Series 8    | Eye                 | GMM 25       |
| 2017      | Slam Dance                  | Fang                | GMMTV        |
| 2017      | Lhong Fai                   | Karnkaew            | GMM 25       |
| 2018      | Beauty Boy The Series       | Meet                | Channel 3 SD |
| 2018–2019 | Yuttakarn Prab Nang Marn    | Rumpapat            | GMM 25       |
| 2019      | Secret Garden               | Veena               | True4U       |
| 2019      | Bai Mai Tee Plid Plew       | Nira                | ONE 31       |
| 2019      | My Dear Warrior             | Sky                 | True4U       |
| 2019      | The Sand Princess           | Kodnipa / Kod       | GMMTV        |
| 2021      | Sroi Sabunnga               |                     | Channel 3    |
| 2021      | Si Nae Ha Saree             |                     | ONE 31       |
| 2021      | 46 Days                     |                     | GMM 25       |
| 2021      | Thong Pra Kai Saed          |                     | ONE 31       |

### Videos musicales
- Nam Lai (Saliva), Silly Fools
- Rueang Thammada (Ordinary Story), James Ruangsak
- Rao Rak Mae (We Love Mom), artistas de RS
- 14 Ik Krang (14 Again), Sek Loso
- Jeb Hua Jai (Hurting Heart), Sek Loso
- Phlaeng Phlaeng Ni (This Song), Singharat Chanpakdee (Singto)
- Sing Lek Lek Thi Riak Wa...Rak (A Little Thing Called...Love), OST. First Love, Wan Thanakrit
- Wa Wae, OST. Love Summer, The Jukks
- Bala Chu Ba Chu, OST. Arsoon Noy Nai Takieng Kaew
- Sai Dtah (Eyesight), OST. Back to The 90s / Alternative 1995
- Sanya Jak Huajai (Promise from the Heart), OST. Banlang Hong
- Jeeb...(May I ?), Namm Ronnadet
- Ja Mee Wun Kong Chun Mai (Will My Day Exist?), OST. Lhong Fai, New-Jiew

## Premios y nominaciones
| Año  | Premio                                 | Categoría                              | Trabajo nominado               | Resultado | Ref.   |
| ---- | -------------------------------------- | -------------------------------------- | ------------------------------ | --------- | ------ |
| 2011 | 8th Kom Chad Luek Awards               | Mejor actriz (película)                | Crazy Little Thing Called Love | Nominada  |        |
| 2011 | 11th Top Awards                        | Mejor actriz emergente (película)      | Crazy Little Thing Called Love | Ganadora  |        |
| 2011 | 8th Chalermthai Awards                 | Mejor actriz en un personaje principal | Crazy Little Thing Called Love | Ganadora  |        |
| 2011 | 8th Starpics Thai Films Awards         | Mejor actriz                           | Crazy Little Thing Called Love | Nominada  |        |
| 2011 | 20th Suphannahong National Film Awards | Mejor actriz                           | Crazy Little Thing Called Love | Nominada  |        |
| 2011 | 19th Bangkok Critics Assembly Awards   | Mejor actriz principal                 | Crazy Little Thing Called Love | Nominada  |        |
| 2011 | Golden Bell Awards                     | Persona del año                        | —                              | Ganadora  |        |
| 2011 | 4th Siam Dara Star Awards              | Mejor actriz (película)                | Crazy Little Thing Called Love | Nominada  |        |
| 2011 | 4th Siam Dara Star Awards              | Premio a la mejor actriz               | Crazy Little Thing Called Love | Nominada  |        |
| 2012 | 6th Kazz Awards                        | Premio a la actriz popular             | —                              | Ganadora  |        |
| 2014 | 11th Kom Chad Luek Awards              | Actriz más popular                     | Look Mai Lark See              | Nominada  |        |
| 2014 | Universidad Srinakharinwirot           | Premio al estudiante sobresaliente     | —                              | Ganadora  |        |
| 2015 | 30th Saraswati Royal Award             | Actriz femenina popular                | Die A Violent Death 2          | Nominada  |        |
| 2015 | 1st Maya Awards                        | Mejor actriz principal (película)      | Cat A Wabb, Back to the 90s    | Nominada  | [ 5 ]  |
| 2016 | 5th Daradaily The Great Awards         | Mejor actriz de cine del año           | Back to the 90s                | Nominada  |        |
| 2016 | BIOSCOPE Awards                        | Mejor actriz del año                   | Cat A Wabb, Back to the 90s    | Ganadora  |        |
| 2016 | 6th Thai Film Director Awards          | Mejor actriz                           | Back to the 90s                | Nominada  |        |
| 2016 | 13th Starpics Thai Films Awards        | Mejor actriz                           | Cat A Wabb                     | Nominada  |        |
| 2016 | 25th Suphannahong National Film Awards | Mejor actriz                           | Back to the 90s                | Nominada  |        |
| 2016 | 2nd EFM Awards                         | Actriz más popular                     | Back to the 90s                | Nominada  |        |
| 2016 | 13th Kom Chad Luek Awards              | Mejor actriz (película)                | Cat A Wabb                     | Nominada  |        |
| 2016 | 24th Bangkok Critics Assembly Awards   | Mejor actriz                           | Cat A Wabb                     | Nominada  |        |
| 2017 | 11th Kazz Awards                       | Partido del año (con Davika Hoorne)    | —                              | Nominada  | [ 6 ]  |
| 2017 | OK! Beauty Choice                      | Nena encantadora                       | —                              | Ganadora  |        |
| 2018 | Star's Light Awards                    | Premio a la actriz popular             | Lhong Fai                      | Ganadora  | [ 7 ]  |
| 2018 | 6th Howe Awards                        | Premio estrella brillante              | Lhong Fai                      | Ganadora  |        |
| 2018 | 8th Mthai Top-Talk Awards              | Mejor actriz de conversación           | Lhong Fai                      | Ganadora  |        |
| 2018 | 12th Kazz Awards                       | Estrella naciente femenina             | —                              | Nominada  | [ 8 ]  |
| 2018 | 7th Daradaily The Great Awards         | Mejor actriz dramática del año         | Lhong Fai                      | Nominada  | [ 9 ]  |
| 2018 | 11th Nine Entertain Awards             | Mejor actriz                           | Lhong Fai                      | Nominada  |        |
| 2018 | 10th Siam Dara Star Awards             | Mejor personaje villano                | Lhong Fai                      | Nominada  | [ 10 ] |
| 2018 | 9th Nataraj Awards                     | Mejor actriz                           | Lhong Fai                      | Nominada  |        |
| 2018 | 9th Nataraj Awards                     | Actriz revolucionaria                  | Lhong Fai                      | Ganadora  |        |
| 2018 | 4th Maya Awards                        | Premio estrella principal femenina     | —                              | Nominada  | [ 11 ] |
| 2018 | 4th Maya Awards                        | Premio estrella femenina encantadora   | —                              | Nominada  | [ 12 ] |
| 2018 | 3rd Dara Inside Awards                 | Actriz principal popular del año       | Lhong Fai                      | Ganadora  | [ 13 ] |
| 2018 | 12th OK! Awards                        | Latido del corazón masculino           | —                              | Nominada  | [ 14 ] |
| 2019 | 13th Kazz Awards                       | Actriz femenina popular                | —                              | Ganadora  |        |
| 2019 | 13th Kazz Awards                       | La mejor chica del año                 | —                              | Ganadora  |        |